# Ford Mondeo Mk IV
El Ford Mondeo Mk IV, codificado como CD345, es un automóvil de turismo del segmento D, producido por el fabricante estadounidense Ford Motor Company, a través de su filial Ford Europa. Fue oficialmente presentado e inaugurada su linea de producción en la ciudad de Genk, Bélgica, continuando la tradición del modelo de ser inaugurado desde la ciudad donde tuvo su origen.
Este coche, a pesar de ser presentado como Mondeo Mk IV, es en realidad la tercera generación de este modelo de Ford, teniendo en cuenta que el Mondeo Mk II en realidad fue una reestilización practicada a la primera generación, de la cual conservaba sus principales atributos, como ser la mecánica, arquitectura y diseño de carrocería.
Este modelo fue presentado por Ford a finales del año 2006, siendo inicialmente presentado en carrocería de 5 puertas. El Mondeo Mk IV está basado en la plataforma EUCD, desarrollada por Ford en colaboración con Volvo Cars y utilizada también en otros vehículos de Ford como los monovolúmenes Galaxy y S-Max. Esta palatforma fue también implementada en modelos de Volvo como el Volvo S80. 

## Historia
El Ford Mondeo Mk IV fue lanzado en mayo de 2007 en el Reino Unido, donde estaba disponible en cinco niveles de equipamiento diferentes: Edge, Zetec, Ghia, Titanium y Titanium X. En febrero de 2008, Ford anunció que en algunos mercados europeos el Mondeo estará disponible con un nuevo acabado Titanium X Sport. Este modelo pretende añadir un 'carácter deportivo' aún más que la actual serie Titanium. En marzo de 2008, estará disponible en el Mondeo un nuevo motor diésel TDCi common-rail 2.2 de 175 CV (128,7 kW; 172,6 bhp) que proporcionará una aceleración de 0 a 60 mph (97 km/h) en 8,4 segundos en la berlina y un consumo de combustible de 45,6 mpg combinado (este motor fue sustituido por el 2.0l TDCi 163 que devuelve un motor combinado). 53,3 mpg (galones imp, con una pérdida marginal de rendimiento). En marzo de 2008 se lanzó al mercado un nuevo Mondeo ECOnetic basado en la serie Zetec. El Mondeo ECOnetic está propulsado por un motor diésel TDCI 1.6 de 115 CV (84,6 kW; 113,4 CV) que arroja unas cifras de CO2 de sólo 139 g/km en el modelo de cinco puertas.
Aunque fue el cuarto modelo de producción (después del Mk III Galaxy, S-Max y C-Max) que adoptó la corriente de diseño "Kinetic Desing" de Ford, el base de diseño de este nuevo Mondeo fue mostrada primeramente como el concepto Ford Iosis, en el Salón del Automóvil de Frankfurt de 2005, lo que terminó dando una idea del futuro aspecto del Mondeo Mk IV. El nuevo coche, con carrocería familiar, fue prelanzado en forma de "concepto" en el Salón del Automóvil de París el 30 de septiembre de 2006.
La nueva plataforma permitió el uso del motor de gasolina de cinco cilindros de Volvo, ya presente en el Focus ST y el S-Max. Además, Ford eliminó los dos motores V6 para esta plataforma. Los motores de gasolina incluyen un 1.6 litros con dos potencias (110 CV y 125 CV), un 2.0 litros (145 CV), un 2.3 litros (161 CV) sólo para los modelos automáticos de 6 velocidades y un 2.5 litros turbo de cinco cilindros con 220 CV (162 kW; 217 CV). Inicialmente se creía que los modelos de alto rendimiento podrían tener motores de Jaguar y Volvo,  pero tras la compra de Jaguar Land Rover por parte de Tata Motors, las variantes de alto rendimiento incluyeron otros motores Ford "internos", como un T5 de gasolina mejorado de 2,5 litros (como el que se encuentra en el Focus RS) o el diésel D5 de Volvo y el gasolina de 2,3 litros de Mazda.
El nuevo Mondeo utiliza el nuevo sistema de dirección electrohidráulica, utilizado por primera vez en el C-Max, que agudiza la respuesta de la dirección y ayuda a ahorrar combustible.  El Mk IV cuenta con la Human-Machine Interface (HMI) de Ford, que se vio por primera vez en el Galaxy y el S-Max, mientras que un grupo de instrumentos mejorado con una pantalla LCD de 5 pulgadas (130 mm) para mostrar la computadora de viaje y la navegación por satélite, está disponible como opción en todos los modelos.Al igual que el facelift Mk IV, los modelos con especificación básica tienen un sistema de calefacción/aire acondicionado manual en lugar del sistema de control de clima. Otra novedad en el Mk IV, es la opción de arranque de motor "Ford Power", sin llave y mediante un botón en el tablero.
Al igual que el modelo anterior, el Mondeo Mk IV no se comercializó ni en Estados Unidos, ni en Canadá, porque en ambos mercados Ford vendió el Fusion que se lanzó en 2005 y que pertenecía al mismo segmento. Tampoco se vendió en los mercados de Venezuela, Brasil y Colombia por una situación similar, ya que el mencionado Fusion fue ofrecido en los mencionados países. A pesar de ello, el Mondeo encontraría espacio en el mercado automotor de Argentina, donde el modelo fue muy popular desde su primera generación. En otros mercados como Medio Oriente o Centroamérica, ambos modelos coexistieron hasta el año 2013, mientras que en Sudáfrica, Ford resolvió no ofrecerlo tras el cese de la producción de su generación anterior en 2013. En su lugar, Ford Sudáfrica comenzó a importar el Fusion, haciendo que este modelo reemplace al Mondeo en este mercado desde el año 2015.
2007 marcó el regreso del Mondeo al mercado australiano después de una ausencia de seis años, favorecido por el resurgimiento de la popularidad de los automóviles de tamaño mediano en esos años. Esto se debió en gran medida, a que los altos precios del combustible hicieron que la gente reconsidere la compra de automóviles grandes, como el Falcon. El marketing del Mondeo en Australia se centró en la temática del "buen aspecto", pero ofreció incluso más que estilo, con anuncios de televisión que mostraban citas tontas de celebridades como Britney Spears ("He estado en muchos lugares en el extranjero... como Canadá") intercaladas con escenas del vehículo y finalmente el eslogan "more than just good looks" (más que solo buena apariencia).
Las ventas iniciales en Australia fueron buenas a pesar de que las limitaciones de suministro en Europa, limitaron el éxito del automóvil allí. El Mondeo se vendió inicialmente como sedán y carrocería liftback en el mercado australiano, con motores diésel o de gasolina y en cuatro niveles de equipamiento: LX, TDCi, Zetec y XR5 Turbo. En junio de 2009, Ford Australia anunció que la insignia 'Titanio' también se usaría en los Mondeos con especificaciones australianas, junto con el lanzamiento de la camioneta Mk IV Mondeo. Allí sólo se ofrecían los motores de gasolina de 2,3 L, 2,5 L de gasolina y 2,0 L diésel, siendo el 2.5 el único modelo disponible con transmisión manual. El ECOnetic Mondeo también se consideró para el mercado australiano, pero nunca se lanzó.

## Motorizaciones
Los motores gasolina son un 1,6 litros de 125 CV, un 2 litros de 145 CV, y un 2.5 litros de 220 CV, de origen Volvo. Los diésel son un 1,8 litros de 125 CV, un 2 litros de 130 o 140 o 163  CV, y un 2,2 litros de 175 o 200 CV, todos ellos con inyección directa common-rail, turbocompresor de geometría variable e intercooler. Salvo el gasolina de 2,5 litros, que tiene cinco cilindros en línea, el resto tiene cuatro cilindros en línea.
| Periodo                         | 2007-2010             | 2010-2014             | 2007-2010             | 2010-2014                                   | 2007-2014              | 2010-2014                                   | 2010-2014                                   | 2007-2010              | 2007-2010                 |           |
| Id. motor                       | Zetec-SE              | Zetec-SE              | Zetec-SE              | EcoBoost                                    | Duratec-HE             | EcoBoost                                    | EcoBoost                                    | Duratec-HE             | Duratec 20V "HUBA"        |           |
| Tipo de motor                   | L4 16v                | L4 16v                | L4 16v                | L4 16v, inyección directa turbo intercooler | L4 16v                 | L4 16v, inyección directa turbo intercooler | L4 16v, inyección directa turbo intercooler | L4 16v                 | L5 20v, turbo intercooler |           |
| Diam. x carr.                   | 79.0 mm × 81.4 mm     | 79.0 mm × 81.4 mm     | 79.0 mm × 81.4 mm     | 79.0 mm × 81.4 mm                           | 87.5 mm × 83.1 mm      | 87.5 mm × 83.1 mm                           | 87.5 mm × 83.1 mm                           | 87.5 mm × 94.0 mm      | 83.0 mm × 93.2 mm         |           |
| Cilindrada                      | 1596 cm³              | 1596 cm³              | 1596 cm³              | 1596 cm³                                    | 1999 cm³               | 1999 cm³                                    | 1999 cm³                                    | 2261 cm³               | 2521 cm³                  |           |
| Rel. comp.                      | 11.0:1                | 11.0:1                | 11.0:1                | 11.0:1                                      | 10.8:1                 | 10.0:1                                      | 10.0:1                                      | 10.6:1                 | 9.0:1                     |           |
| Potencia máxima (CV (KW) @ rpm) | 110 CV (81 kW) @ 6300 | 120 CV (88 kW) @ 6300 | 125 CV (92 kW) @ 6300 | 160 CV (118 kW) @ 5700                      | 145 CV (107 kW) @ 6000 | 203 CV (149 kW) @ 6000                      | 240 CV (177 kW) @ 6000                      | 160 CV (118 kW) @ 6500 | 220 CV (162 kW) @ 5000    |           |
| Par máximo (Nm @ rpm)           | 160 Nm @ 4100         | 159 Nm @ 4000         | 160 Nm @ 4100         | 240 Nm @ 1600-4000                          | 185 Nm @ 4500          | 300 Nm @ 1750-4500                          | 340 Nm @ 1900-3500                          | 208 Nm @ 4200          | 320 Nm @ 1500-4800        |           |
| Tracción                        | Delantera             | Delantera             | Delantera             | Delantera                                   | Delantera              | Delantera                                   | Delantera                                   | Delantera              | Delantera                 | Delantera |
| Transmisión                     | Manual                | Manual                | Manual                | Manual                                      | Manual                 | Automática                                  | Automática                                  | Automática             | Manual                    |           |
| Transmisión                     | 5 velocidades         | 5 velocidades         | 5 velocidades         | 6 velocidades                               | 5 velocidades          | 6 velocidades                               | 6 velocidades                               | 6 velocidades          | 6 velocidades             |           |
| Aceleración 0–100 km/h          | 12.7 s                | 12.3 s                | 12.3 s                | 9.3 s                                       | 9.9 s                  | 7.9 s                                       | 7.5 s                                       | 10.5 s                 | 7.5 s                     |           |
| Vel.Max. (km/h)                 | 190 km/h              | 195 km/h              | 195 km/h              | 215 km/h                                    | 210 km/h               | 232 km/h                                    | 246 km/h                                    | 207 km/h               | 245 km/h                  |           |
| Cons. Com. (L/100 km)           | 7.2                   | 6.8                   | 7.4                   | 6.4                                         | 7.9                    | 7.7                                         | 7.7                                         | 9.3                    | 9.3                       |           |

| Motores diésel                 | Motores diésel                                            | Motores diésel                                             | Motores diésel                                             | Motores diésel                                             | Motores diésel                                             | Motores diésel                                             | Motores diésel                                             | Motores diésel                                             | Motores diésel | Motores diésel | Motores diésel |
|                                | 1.6 TDCi                                                  | 2.0 TDCi                                                   | 2.0 TDCi                                                   | 2.0 TDCi                                                   | 2.0 TDCi                                                   | 2.0 TDCi                                                   | 2.2 TDCi                                                   | 2.2 TDCi                                                   |                |                |                |
| ------------------------------ | --------------------------------------------------------- | ---------------------------------------------------------- | ---------------------------------------------------------- | ---------------------------------------------------------- | ---------------------------------------------------------- | ---------------------------------------------------------- | ---------------------------------------------------------- | ---------------------------------------------------------- | -------------- | -------------- | -------------- |
| Periodo                        | 2010-2014                                                 | 2007-2010                                                  | 2007-2008                                                  | 2007-2010                                                  | 2010-2014                                                  | 2010-2014                                                  | 2008-2010                                                  | 2010-2014                                                  |                |                |                |
| Identificación del motor       | PSA DV6                                                   | PSA DW10                                                   | PSA DW10                                                   | PSA DW10                                                   | PSA DW10                                                   | PSA DW10                                                   | PSA DW12                                                   | PSA DW12                                                   |                |                |                |
| Tipo de motor                  | L4 8v, inyección directa, Common-Rail, turbo, intercooler | L4 16v, inyección directa, Common-Rail, turbo, intercooler | L4 16v, inyección directa, Common-Rail, turbo, intercooler | L4 16v, inyección directa, Common-Rail, turbo, intercooler | L4 16v, inyección directa, Common-Rail, turbo, intercooler | L4 16v, inyección directa, Common-Rail, turbo, intercooler | L4 16v, inyección directa, Common-Rail, turbo, intercooler | L4 16v, inyección directa, Common-Rail, turbo, intercooler |                |                |                |
| Diámetro x carrera             | 75.0 mm × 88.3 mm                                         | 85.0 mm × 88.0 mm                                          | 85.0 mm × 88.0 mm                                          | 85.0 mm × 88.0 mm                                          | 85.0 mm × 88.0 mm                                          | 85.0 mm × 88.0 mm                                          | 85.0 mm × 96.0 mm                                          | 85.0 mm × 96.0 mm                                          |                |                |                |
| Cilindrada                     | 1560 cm³                                                  | 1997 cm³                                                   | 1997 cm³                                                   | 1997 cm³                                                   | 1997 cm³                                                   | 1997 cm³                                                   | 2179 cm³                                                   | 2179 cm³                                                   |                |                |                |
| Relación de compresión         | 16.0: 1                                                   | 17.9: 1                                                    | 17.9: 1                                                    | 17.9: 1                                                    | 16.0: 1                                                    | 16.0: 1                                                    | 16.6: 1                                                    | 15.8: 1                                                    |                |                |                |
| Potencia máxima: CV (kW) @ rpm | 115 CV (85 kW) @ 3600                                     | 115 CV (85 kW) @ 4000                                      | 130 CV (96 kW) @ 4000                                      | 140 CV (103 kW) @ 4000                                     | 140 CV (103 kW) @ 4000                                     | 163 CV (120 kW) @ 3750                                     | 175 CV (129 kW) @ 3500                                     | 200 CV (147 kW) @ 3500                                     |                |                |                |
| Par máximo: Nm @ rpm           | 270 Nm @ 1750-2500                                        | 300 Nm @ 1750-2300                                         | 320 Nm @ 1750-2250                                         | 320 Nm @ 1750-2250                                         | 320 Nm @ 1750-2750                                         | 340 Nm @ 2000-3250                                         | 400 Nm @ 1750-2750                                         | 420 Nm @ 1750-3000                                         |                |                |                |
| Tracción                       | Delantera                                                 | Delantera                                                  | Delantera                                                  | Delantera                                                  | Delantera                                                  | Delantera                                                  | Delantera                                                  | Delantera                                                  | Delantera      | Delantera      |                |
| Transmisión                    | Manual, 6 velocidades                                     | Manual, 6 velocidades                                      | Manual, 6 velocidades / Automática, 6 velocidades          | Manual, 6 velocidades / Automática, 6 velocidades          | Manual, 6 velocidades / Automática, 6 velocidades          | Manual, 6 velocidades / Automática, 6 velocidades          | Manual, 6 velocidades / Automática, 6 velocidades          | Manual, 6 velocidades / Automática, 6 velocidades          |                |                |                |
| Aceleración 0–100 km/h         | 11.9 s                                                    | 11.4 s                                                     | 10.4 s                                                     | 9.5 s                                                      | 9.5 s                                                      | 8.9 s                                                      | 8.7 s                                                      | 8.1 s                                                      |                |                |                |
| Velocidad máxima               | 190 km/h                                                  | 192 km/h                                                   | 202 km/h                                                   | 210 km/h                                                   | 210 km/h                                                   | 220 km/h                                                   | 223 km/h                                                   | 230 km/h                                                   |                |                |                |
| Consumo combinado (L/100 km)   | 4.9                                                       | 5.9                                                        | 5.9                                                        | 5.9                                                        | 5.3                                                        | 5.3                                                        | 6.2                                                        | 6.0                                                        |                |                |                |

## Galería de fotos

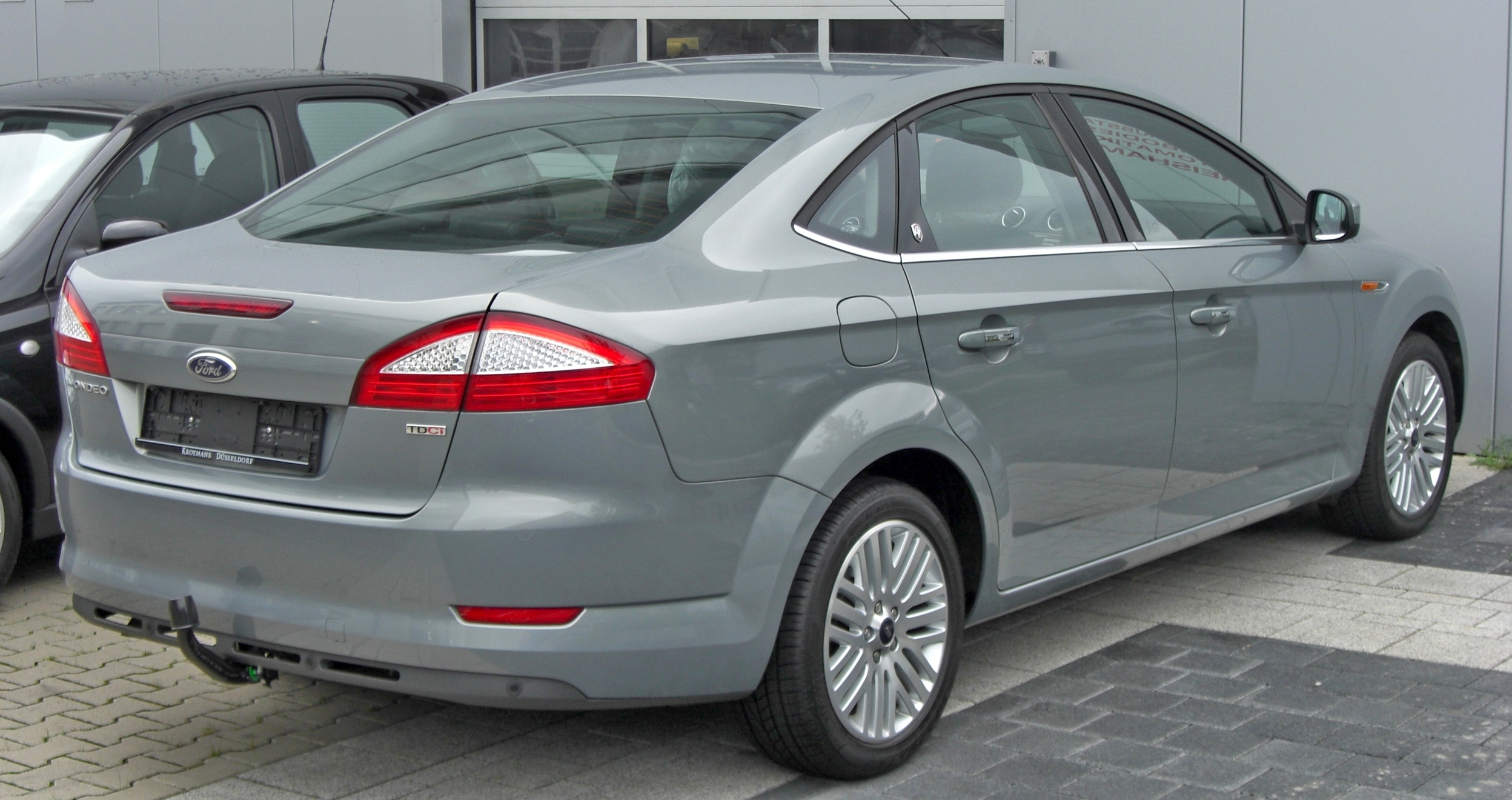
Sedán
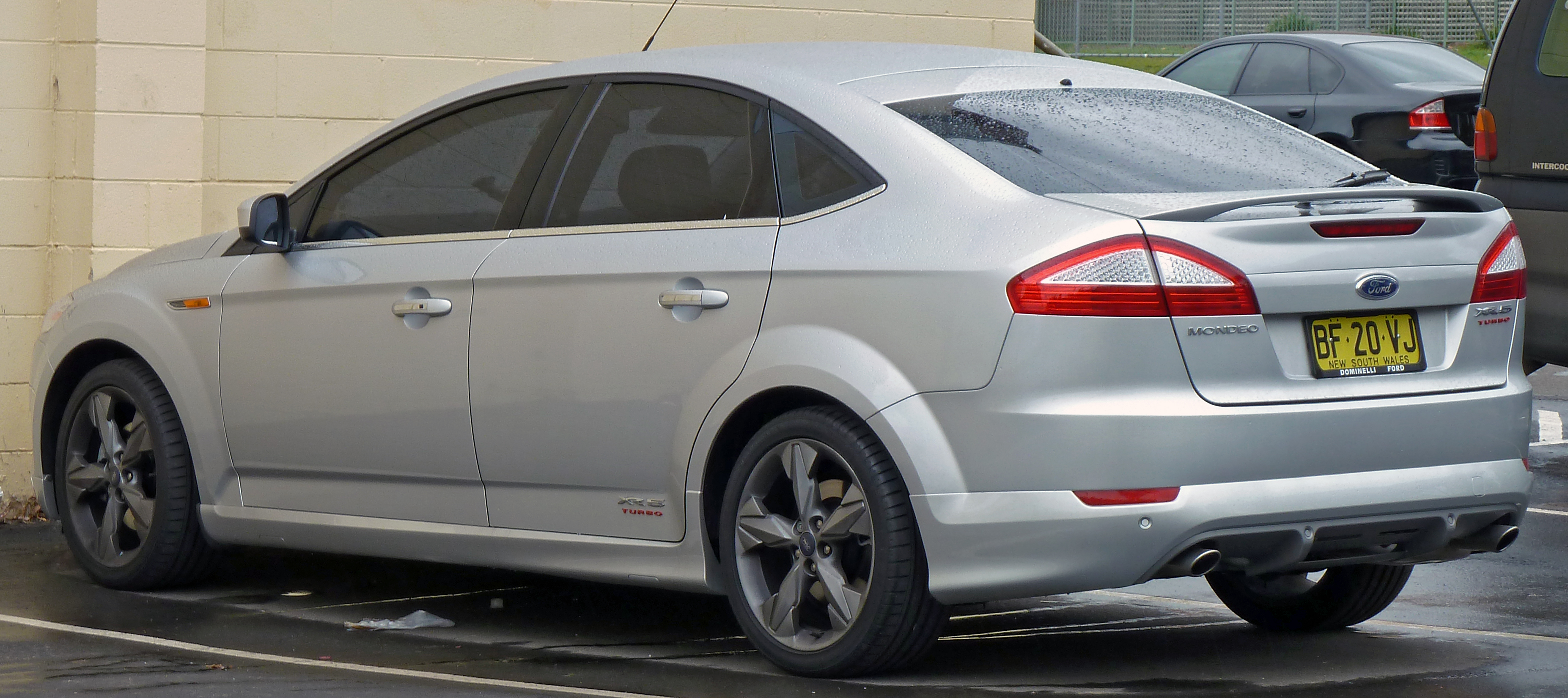
Liftback
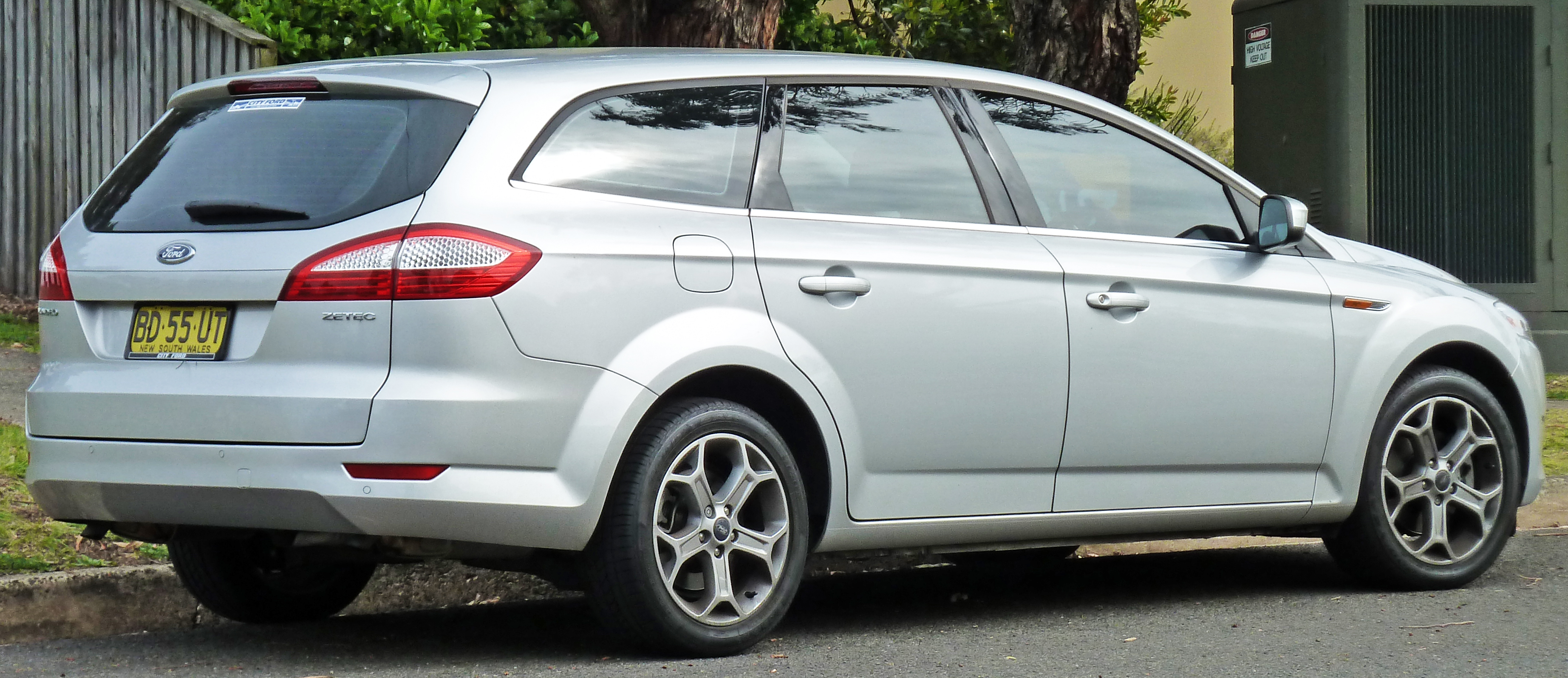
Familiar

## El Mondeo Mk IV en competiciones
En Argentina, si bien el Ford Mondeo Mk IV no fue utilizado para competir, su figura fue tomada junto a la de otros modelos de su mismo segmento, para la construcción y desarrollo de réplicas en tamaño real, con base de fibra de vidrio. Estas réplicas del Mondeo Mk IV fueron adoptadas por la categoría Top Race, como opción de revestimiento para sus prototipos de competición, consistentes en un chasis tubular artesanal construido por el chasista Juan Carlos Pianetto, a pedido de la mencionada categoría. Dicho chasis estaba equipado con un conjunto mecánico único para todo el parque automotor de la categoría, destacándose el uso de motores V6 fabricados y desarrollados por el motorista argentino Oreste Berta. De esta forma, los pilotos podían optar por el modelo de Ford, además de otros modelos de otras marcas como el Mercedes-Benz C W203, el Mitsubishi Lancer GT, el Chevrolet Vectra III o el Volkswagen Passat B5. 
Inicialmente, el Mondeo Mk IV fue presentado en el año 2009, como una nueva opción de carrozado para usuarios de la marca Ford en la divisional Top Race V6. Pese a ello, la mayoría de los competidores continuó compitiendo con el modelo Mk III (o Ford Mondeo II), presentado inicialmente en el año 2005 y que continuó compitiendo a la par del Mk IV hasta el año 2011. Tras la reformulación general del parque automotor de la categoría en el año 2012, el Mondeo Mk IV (o Ford Mondeo III) pasó a ser homologado como modelo representativo de Ford, tanto para la divisional mayor, como para el Top Race Series. En esta última categoría, el modelo obtuvo su primer y único campeonato en el año 2012, de la mano del piloto Humberto Krujoski.
Finalmente, tras una nueva reformulación dentro del parque automotor de la categoría, las divisionales Series y Junior adoptaron la temática de utilización de un único modelo genérico de carrocería para cada división, quedando la identificación de los prototipos a criterio de cada piloto o bien, de los dueños de los equipos, quienes para tal cometido estampaban sobre el frontal de dichos carrozados, calcomanías que imitaban los rasgos de diseño de las marcas y modelos en cuestión. En ese aspecto, el Mondeo Mk IV fue el primer modelo elegido para ser replicado, siendo su diseño reemplazado más tarde por el del Mondeo MK V (o Ford Mondeo IV).

## Artículo principal
- Ford Mondeo